# Des Imagistes
Des Imagistes, An Anthology je antologie imagistického hnutí vydaná Ezrou Poundem v roce 1914. Byla to první antologie tohoto hnutí. Publikována byla v literárním magazínu The Glebe v únoru 1914. O rok později vyšla antologie v New Yorku jako kniha a později ve stejném roce také v knihkupectví Harolda Monro Poetry Bookshop v Londýně.
Jedenáct autorů, kteří byli zařazeni do antologie: Richard Aldington, Skipwith Cannell, John Cournos, Hilda Doolittle, Frank Stuart Flint, Ford Madox Ford, James Joyce, Amy Lowell, Ezra Pound, Allen Upward, William Carlos Williams.
Aldington později napsal o titulu: Ezra tím názvem myslel, že by to mělo zůstat tajemstvím, ledaže se předpokládá, že slovo Anthologie převzal z antologie Amy Lowell nazvané Some Imagist Poets. Lze předpokládat, že Ezra měl na mysli Quelques Imagistes (Někteří imagisté). Použití francouzštiny pro název této sbírky poezie anglických, irských a amerických autorů je připisováno Poundově zálibě pro cizojazyčné tituly.